# Kỳ nhông sừng San Diego
Kỳ nhông sừng San Diego (danh pháp hai phần: Phrynosoma coronatum) là một loài thằn lằn trong họ Phrynosomatidae. Loài này được Blainville mô tả khoa học đầu tiên năm 1835.

## Hình ảnh

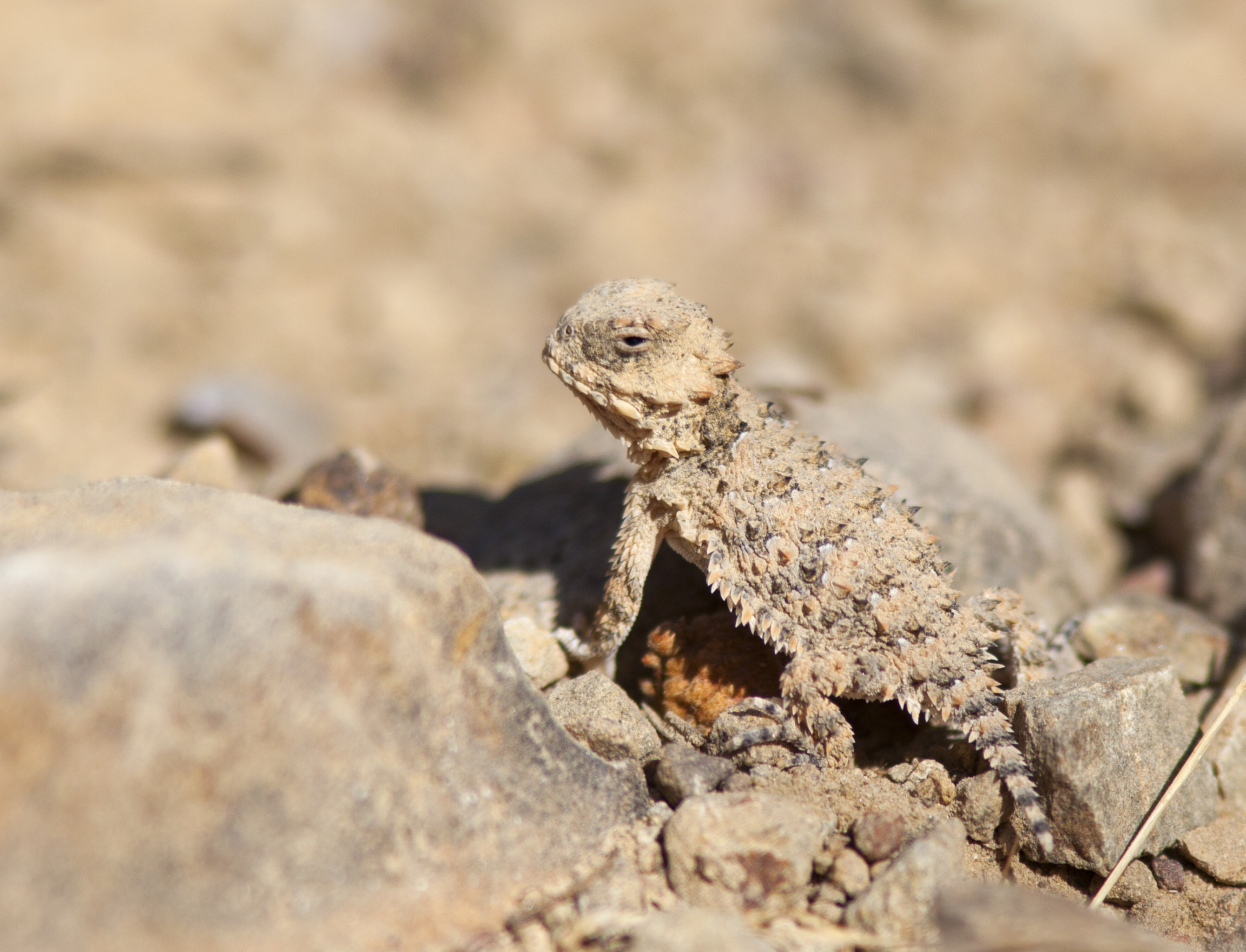
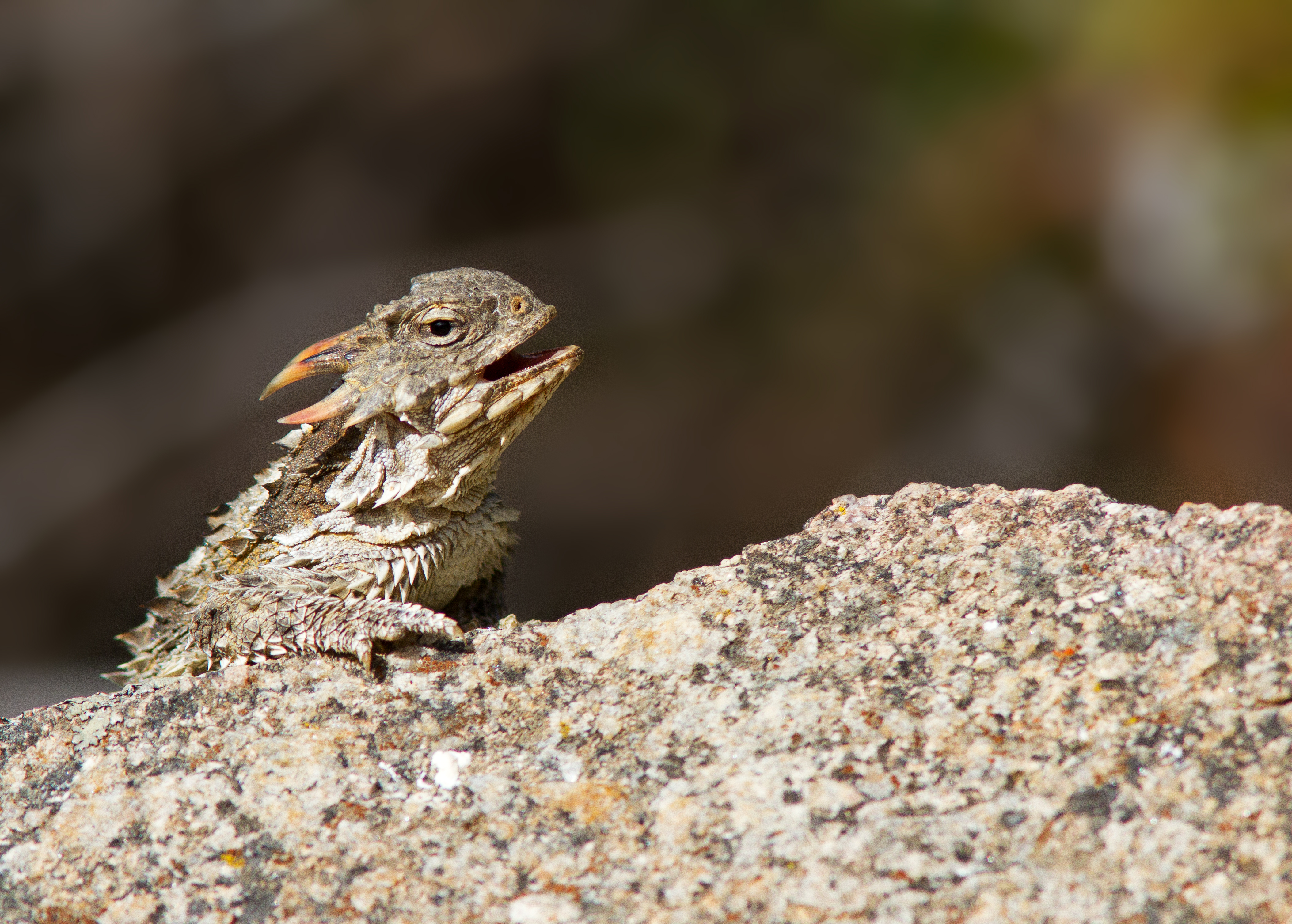
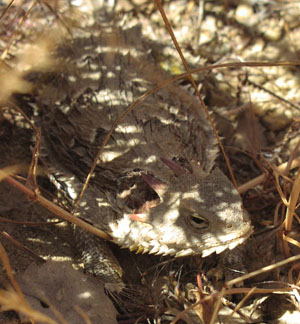
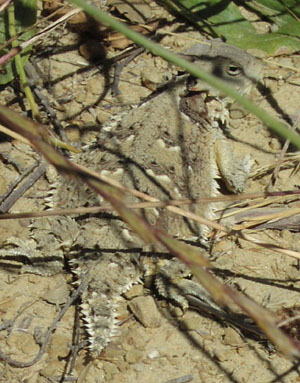